# Université Lamar
L’université Lamar (Lamar University ou LU) est une université et un centre de recherche pluridisciplinaire située à Beaumont, au Texas. Fondée en 1923 et membre du Système des universités d'État du Texas, l'université Lamar comptait, en automne 2016, 15 022 étudiants.
En sport, les Cardinals de Lamar défendent les couleurs de l'université, dans la Western Athletic Conference, en division I FCS de NCAA.